# Skellefteå museum

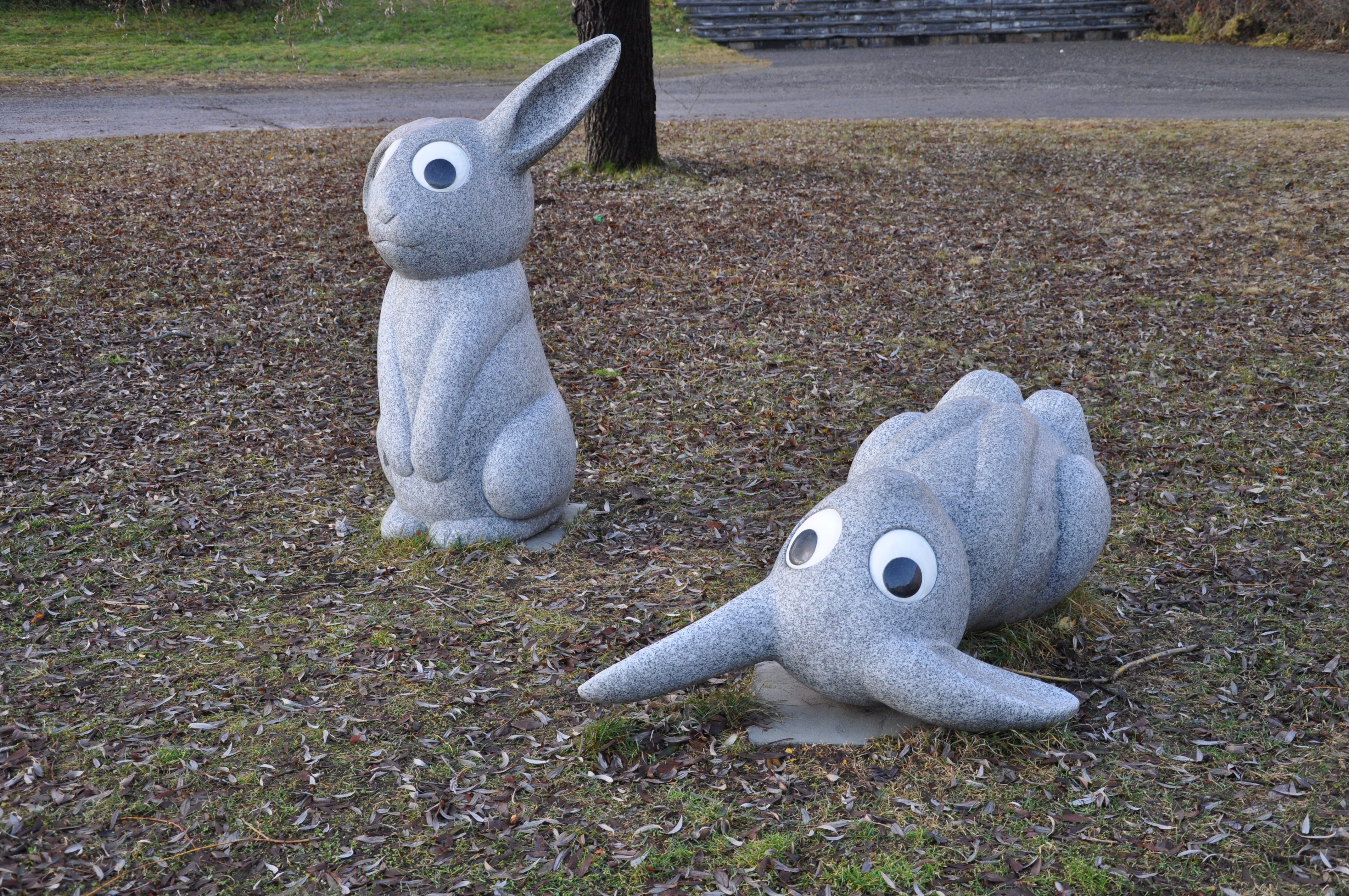
Skulpturgruppen ”Rabbit tales – a study in unhuman sexual expectations” av Marianne Lindberg De Geer, utanför Skellefteå museum.

Skellefteå museum är ett kulturhistoriskt länsdelsmuseum och ligger på Nordanåområdet. Museet har ansvar för den museala verksamheten och kulturmiljövården i Skellefteå, Norsjö och Malå kommuner, samt länsansvar för Teknik- och Industrihistoria efter 1900. Museets logotyp utgörs av en avbildning av en fibula från 300-talet, utförd i brons. Den påträffades av kvarnarbetaren Karl Wikman i Kåge 1887.

## Historik
Anders Fredrik Ekewall, häradshövding i Västerbottens norra domsaga, var även antikvitetssamlare. Den 10 november 1882 bjöd han in till "öfverläggning om stiftande af en fornminnesförening och bildande af ett Museum i Skellefteå stad, till förvaringsrum för fornsaker från Westerbotten". Där lades grunden till dagens museum och till kulturmiljövården i Västerbotten. Efter att Westerbottens Läns Fornminnesförening hade bildats i Skellefteå, överlät Ekewall 1883 sina samlingar (av främst fornsaker) till föreningen.
Den länsövergripande fornminnesföreningen blev huvudman för Westerbottens Läns Fornminnesförenings museum, som senare under föreningens norra avdelning från 1885 och Västerbottens Norra Fornminnesförening från 1923 benämndes Skellefteå museum.
År 1886 delades föreningen i två, och den norra fick namnet Västerbottens Norra Fornminnesförening. Åtskilligt ur den norra avdelningens samlingar flyttades till Umeå, och mycket försvann vid stadsbranden i Umeå 1888. När Ekewall flyttade från Skellefteå låg verksamheten nere under många år.

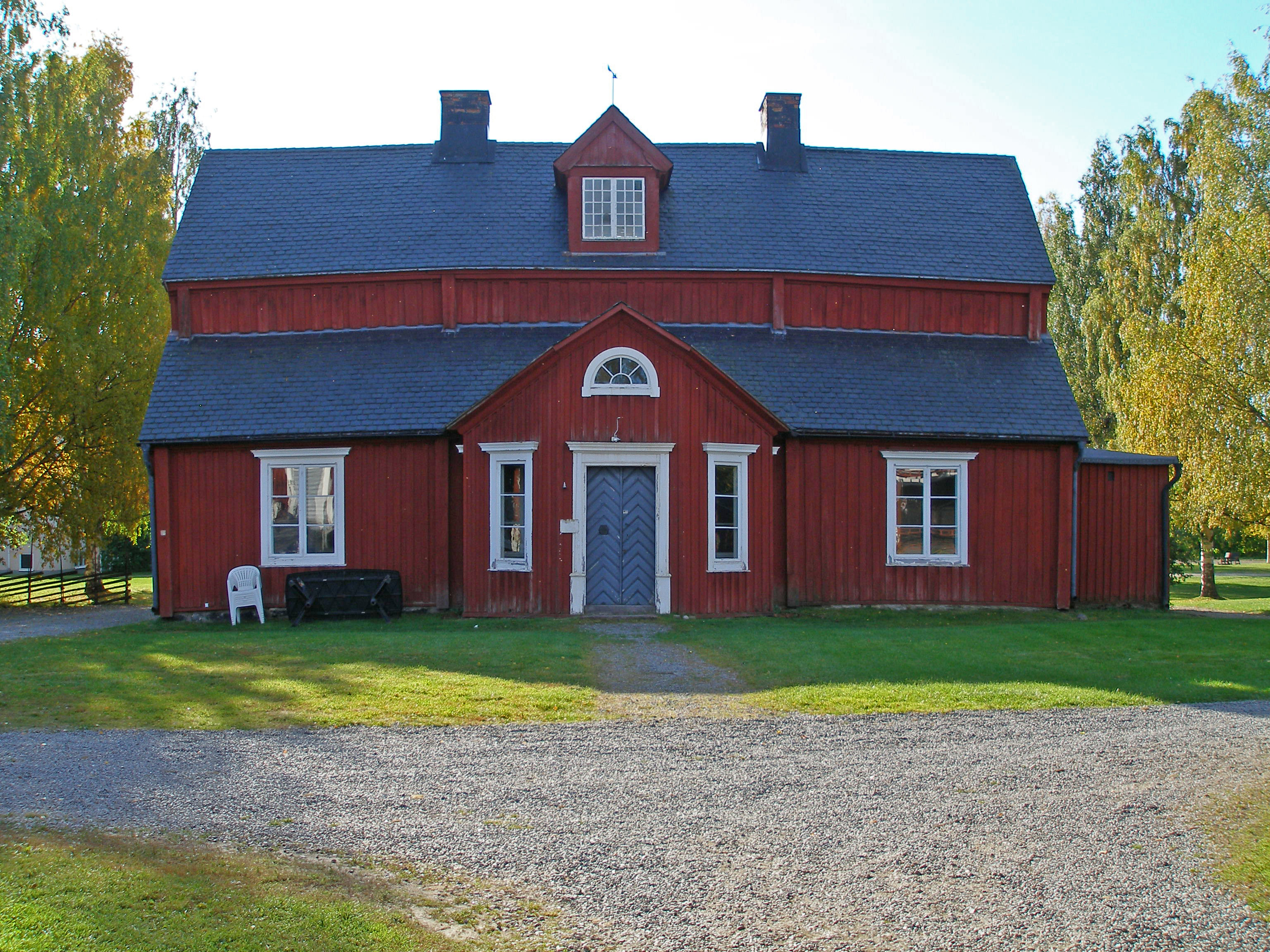
Majorsbostället Nyborg uppfördes 1764.

Skellefteå stad köpte på 1920-talet in majorsbostället Nyborg på Nordanå och 1926 kunde fornminnesföreningen flytta dit samlingarna. Föreningens sekreterare Ernst Westerlund fick ansvar för vård och organisation av samlingarna och föreningen rekonstruerades med benäget bistånd av stadsfullmäktiges ordförande Henning Wikström.
År 1945 beslöt Skellefteå stad att anlägga Nordanåområdet och 1950 anställdes Ernst Westerlund, med stöd från Västerbottens läns landsting, Skellefteå landskommun och Skellefteå stad, som museets förste intendent. 1950- och 1960-talen kom att bli av stor betydelse för dagens Skellefteå museum; Ernst Westerlund "samlade, dokumenterade, grävde, forskade, skrev och föreläste", studiecirkelverksamheten tog fart och en mängd byaböcker blev till.
Den 27 februari 1979 antog Västerbottens läns landsting den så kallade "KUPOL-utredningen", den första samlade handlingsplanen för den regionala kulturverksamheten. Den blev starten för Stiftelsen Skellefteå museum, där Västerbottens norra fornminnesförening var en av stiftarna, Skellefteå kommun och Västerbottens läns landsting de två andra.

## Organisation
Skellefteå museum drivs idag som ett aktiebolag, Skellefteå museum AB, med en styrelse som är tillsatt av dess ägare Skellefteå kommun (60%) och Region Västerbotten (40%). Samlingarna ägs en stiftelse med samma namn, Stiftelsen Skellefteå museum.

## Utställningar
Museets basutställningar skildrar bygdens forntid, den agrara utvecklingen och Skellefteå stads tillkomst. De tillfälliga utställningarna kan ta upp aktuella företeelser i samhället och lyfta fram smalare frågor under kortare tid. Skellefteå museum har även pedagogiska program som lämpar sig för skolelever och vuxna.

## Verksamheter
Skellefteå museum driver förutom huvudmuseet museet Stackgrönnans båtmuseum samt en lanthandel på Nordanå kulturområde. Museet är också drivande i byggnadsvårdsprojektet Hålla hus. Lokalhistoriskt institut (Lokis) är en forskningsenhet inom Skellefteå museum.